# دائرة سيدي مخلوف
دائرة سيدي مخلوف إحدى دوائر ولاية الأغواط الجزائرية . عاصمتها هي سيدي مخلوف وتضم بلديات :
- سيدي مخلوف
- العسافية

.

## معرض الصور

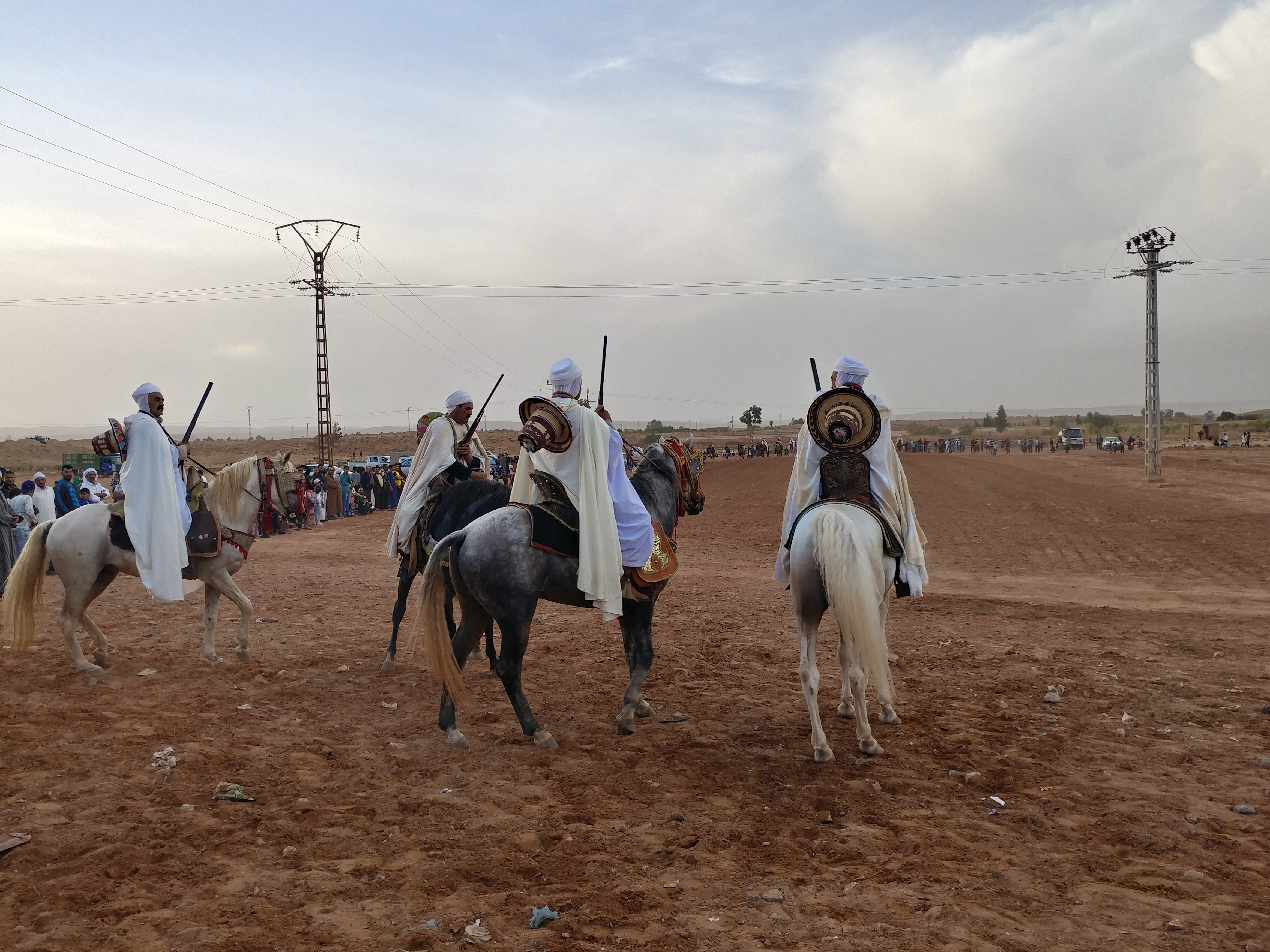
فيشطا سيدي مخلوف
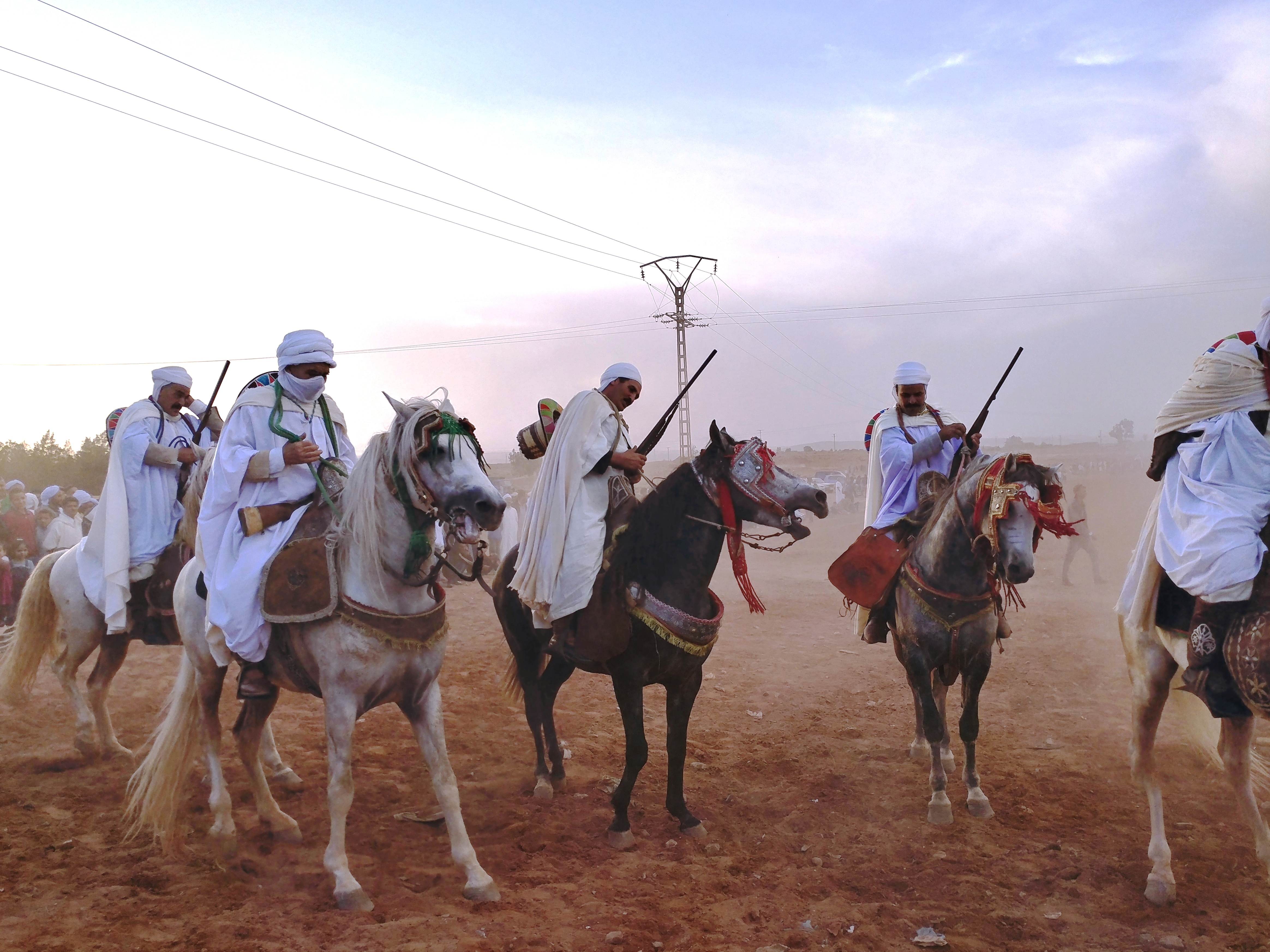
فانطازيا
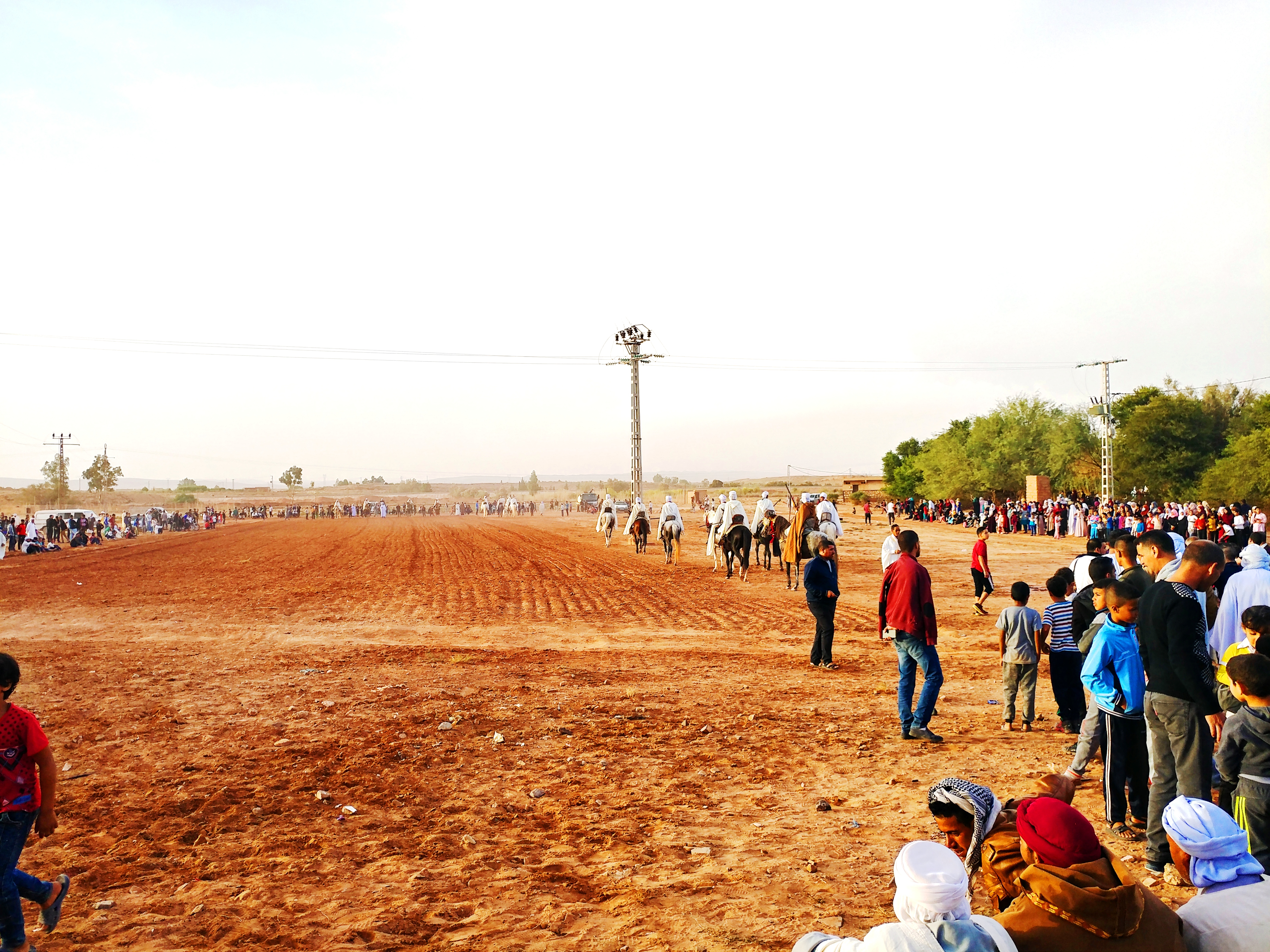
صورة من المهرجان السنوي